# Polyrhachis alphena
Polyrhachis alphena är en myrart som beskrevs av Smith 1860. Polyrhachis alphena ingår i släktet Polyrhachis och familjen myror. Inga underarter finns listade i Catalogue of Life.